# Iaciara
Iaciara este un oraș în Goiás (GO), Brazilia.